# Dekanija Ptuj
Dekanija Ptuj je rimskokatoliška dekanija, ki spada pod okrilje nadškofije Maribor. 

## Župnije
- Župnija Sv. Urban - Destrnik
- Župnija Sv. Andraž v Slovenskih goricah
- Župnija Sv. Lovrenc - Juršinci
- Župnija Polenšak
- Župnija Dornava
- Župnija Sv. Marjeta niže Ptuja
- Župnija Sv. Marko niže Ptuja
- Župnija Hajdina
- Župnija Kidričevo
- Župnija Ptuj - Sv. Ožbalt
- Župnija Ptuj - Sv. Jurij
- Župnija Ptuj - Sv. Peter in Pavel